# Артемук Роман
Рома́н Артему́к (нар. 12 серпня 1995, Нововолинськ, Волинська область, Україна) — український футболіст, крайній півзахисник чеського клубу «Богеміанс 1905».

## Життєпис

### Ранні роки
У футбол почав грати в рідному місті Нововолинську. Потім грав за юнацьку команду «Ниви» з міста Вінниці, куди разом з ним переїхали його дядько та тітка, що дуже допомагали Романові з футболом. У віці 12 років Артемук переїхав у Прагу, куди спершу прибула його мати. Там він відразу почав грати за місцевий клуб «Темпо», де у нього був друг-українець, що допомагав освоїтися. Через рік Романа помітили тренери іншого празького клубу «Метеор», а ще через рік його помітив на зимовому юнацькому турнірі тренер команди «Богеміанс 1905» Міхал Ширл — дядько футболіста Радека Ширла.

### Клубна кар'єра
25 липня 2014 року в першому турі сезону 2014/15 дебютував у Синот-лізі в празькому дербі зі «Спартою», замінивши на 87-й хвилині зустрічі Матуша Мікуша. Але надалі Артемук лише 4 рази потрапляв до заявки основного складу і згодом повернувся до молодіжної команди, де був одним з лідерів.
16 лютого 2016 року стало відомо, що Роман прибув на перегляд у друголіговий київський «Арсенал».

## Статистика
Статистичні дані наведено станом на 16 лютого 2016 року
| Клуб             | Ліга       | Сезон   | Чемпіонат | Чемпіонат | Кубок | Кубок | Інше | Інше |
| Клуб             | Ліга       | Сезон   | Ігри      | Голи      | Ігри  | Голи  | Ігри | Голи |
| ---------------- | ---------- | ------- | --------- | --------- | ----- | ----- | ---- | ---- |
| «Богеміанс 1905» | Синот-ліга | 2014/15 | 1         | 0         |       |       |      |      |

## Характеристика
За словами самого футболіста, він грав нападника на юнацькому рівні, але потім його поставили на позицію крайнього півзахисника, і з того моменту Роман грає саме у цьому амплуа.